# Jean Rémi Bocandé
Jean Rémi Bocandé (ur. 29 grudnia 1988 w Dakarze) – senegalski piłkarz grający na pozycji środkowego pomocnika. Od 2020 jest piłkarzem klubu ASC Diaraf.

## Kariera piłkarska
Swoją piłkarską karierę Bocandé rozpoczął w klubie ASC Jeanne d’Arc. W sezonie 2008 zadebiutował w nim w pierwszej lidze senegalskiej. W latach 2010-2015 grał w Dakar UC. W latach 2015-2020 występował w US Gorée. W sezonie 2015/2016 został z nim mistrzem Senegalu. W 2020 przeszedł do ASC Diaraf. W sezonach 2021/2022 i 2023/2024 wywalczył z nim dwa wicemistrzostwa Senegalu, a w 2023 zdobył Puchar Senegalu.

## Kariera reprezentacyjna
W reprezentacji Senegalu Bocandé zadebiutował 17 października 2015 w przegranym 0:2 meczu Mistrzostw Narodów Afryki 2016 z Ugandą, rozegranym w Bamako. Od 2015 do 2022 rozegrał w kadrze narodowej 6 meczów.